# Mochov
Mochov település Csehországban, a Kelet-prágai járásban. Mochov Vykáň, Čelákovice, Přerov nad Labem, Vyšehořovice és Bříství településekkel határos. Lakosainak száma 1663 fő (2024. január 1.).

## Népesség
A település lakosságának változását az alábbi diagram mutatja:
| Lakosok száma | 579  | 820  | 1032 | 934  | 868  | 1288 | 1325 | 1356 | 1297 | 1663 |
|               | 1869 | 1900 | 1921 | 1961 | 1980 | 2011 | 2016 | 2019 | 2021 | 2024 |